# Metaphycus unicolor
Metaphycus unicolor är en stekelart som beskrevs av Hoffer 1954. Metaphycus unicolor ingår i släktet Metaphycus och familjen sköldlussteklar. Inga underarter finns listade i Catalogue of Life.